# Pirka
Pirka est une ancienne commune autrichienne du district de Graz-Umgebung en Styrie. Depuis le 1er janvier 2015, elle est incorporée dans la municipalité de Seiersberg-Pirka.